# Paraphormosoma alternans
Paraphormosoma alternans is een zee-egel uit de familie Phormosomatidae.
De wetenschappelijke naam van de soort werd in 1902 gepubliceerd door Johannes Cornelis Hendrik de Meijere.